# Deltote sirbena
Deltote sirbena is een vlinder van de familie van de uilen (Noctuidae). De wetenschappelijke naam van deze soort is voor het eerst voorgesteld als Lithacodia sirbena door Paul Dognin in een publicatie uit 1914.
De soort komt voor in Argentinië.